# Капитал в XXI веке
«Капитал в XXI веке» (фр. Le Capital au XXIᵉ siècle) — книга французского экономиста Тома Пикетти, посвящённая экономическому неравенству в Европе и Соединенных Штатах, начиная с XVIII века. Первоначально была опубликована на французском языке в августе 2013 года, английский перевод вышел в апреле 2014 года. Центральный тезис книги состоит в том, что концентрация богатства будет возрастать, если уровень доходности капитала (r) выше, чем уровень экономического роста (g). Пикетти приводит аргументы, что в долгосрочной перспективе это приведёт к концентрации богатства и экономической нестабильности. Пикетти предлагает создать глобальную систему прогрессивных налогов на богатство с тем, чтобы обеспечить условия для равенства и избежать попадания львиной доли богатств под контроль абсолютного меньшинства.
По состоянию на середину 2014 года французское издание книги продано в количестве 50 тыс. копий, английское издание от 24 апреля 2014 года продано в количестве 80 тыс. печатных и более 13 тыс. цифровых копий. Издательство Гарвардского университета планирует продать дополнительно 200 тыс. копий. 18 мая 2014 года книга заняла первую позицию в списке бестселлеров газеты «Нью-Йорк таймс». Книга издана на русском языке в 2015 году.
По состоянию на конец 2019 года книга издана суммарным тиражом более 2,5 млн экземпляров на 40 языках. В сентябре 2019 года вышло продолжение под названием «Капитал и идеология».

## Содержание книги
Центральный тезис книги состоит в том, что неравенство не случайно, а является необходимой характеристикой капитализма и может быть предотвращено только путём государственного вмешательства. Книга заявляет, что капитализм, если он не будет реформирован, может поставить под угрозу саму демократию.
Пикетти основывает свою аргументацию на формуле, устанавливающей отношение между уровнем доходности капитала ({\displaystyle r}, от англ. rate of return on capital) и уровнем экономического роста ({\displaystyle g}, от англ. rate of economic growth), где {\displaystyle r} включает в себя прибыль, дивиденды, проценты, ренты и другие доходы на капитал; а {\displaystyle g} измеряется как прирост доходов (англ. income) или выпуска продукции (англ. output). Он утверждает, что в периоды, когда рост находится на низком уровне, богатство имеет тенденцию накапливаться быстрее от {\displaystyle r} (то есть от доходов на капитал), чем от доходов на труд, и тем самым концентрируется в руках верхнего дециля или даже верхнего центиля, увеличивая неравенство. Таким образом, фундаментальный источник дивергенции и большего неравенства богатства может быть выражен математическим неравенством {\displaystyle r>g}. Пикетти рассматривает наследование богатства с точки зрения этой же формулы.
Книга утверждает, что исторически в Европе и США существовала тенденция к увеличению неравенства, которая была обращена вспять между 1913 и 1970 годами благодаря нескольким уникальным обстоятельствам — двум мировым войнам, Великой депрессии и рецессии, вызванной огромными государственными долгами; эти обстоятельства разрушили много богатств, в особенности принадлежавших элитам. Данные события побудили правительства предпринять шаги по перераспределению доходов; кроме того, быстрый экономический рост привёл к снижению роли наследственных богатств.
Далее, книга утверждает, что мир возвращается к «наследственному капитализму» (англ. «patrimonial capitalism»), при котором больша̀я часть экономики контролируется наследственным капиталом, и что его сила возрастает, ведя к олигархии. Чтобы проиллюстрировать общество с застывшей классовой структурой, основанной на накопленном капитале, Пикетти использует примеры из литературных произведений Оноре де Бальзака, Джейн Остин и Генри Джеймса.
Пикетти предсказывает мир с низким экономическим ростом, отвергая идею о том, что технологические скачки вернут рост обратно к уровням, характерным для XX века; по его словам, мы не должны основываться на «капризах технологии».
Согласно предложениям Пикетти, ежегодный глобальный налог на богатство в размере до 2 процентов, соединённый с прогрессивным налогом на доходы в размере до 80 процентов, позволил бы снизить неравенство.

## Отзывы на книгу

### Поддержка
Лауреат Нобелевской премии по экономике Пол Кругман охарактеризовал книгу как «великолепное, широкомасштабное исследование по проблемам неравенства» и «важнейшую книгу по экономической теории этого года — и может быть десятилетия». Он отличает книгу от других бестселлеров по экономической теории, поскольку она представляет собой «серьёзное научное достижение, меняющее ход рассуждений». Кругман также писал:

Во времена, когда концентрация богатства и доходов в руках немногих вновь всплыла на поверхности как центральный политический вопрос, Пикетти не просто даёт бесценный документ, фиксирующий то, что происходит сейчас, и отличающийся невиданной исторической глубиной. Он также предлагает своего рода «единую теорию поля» для неравенства, которая интегрирует в единую конструкцию экономический рост, распределение доходов между капиталом и трудом, распределение богатства и доходов между индивидуумами. «Капитал в XXI веке» — чрезвычайно важная книга по всем статьям. Пикетти изменил наш экономический дискурс; мы никогда больше не будем рассуждать о богатстве и неравенстве так, как делали это раньше.
Оригинальный текст (англ.)At a time when the concentration of wealth and income in the hands of a few has resurfaced as a central political issue, Piketty doesn’t just offer invaluable documentation of what is happening, with unmatched historical depth. He also offers what amounts to a unified field theory of inequality, one that integrates economic growth, the distribution of income between capital and labor, and the distribution of wealth and income among individuals into a single frame. ... Capital in the Twenty-First Century is an extremely important book on all fronts. Piketty has transformed our economic discourse; we’ll never talk about wealth and inequality the same way we used to.

Стивен Пёрлстейн назвал книгу «триумфом экономической истории над теоретическим, математическим моделированием, которое стало доминировать в экономической профессии в последние годы», но он также добавляет:
…анализ прошлого у Пикетти впечатляет в большей степени, чем убеждают его предсказания относительно будущего.
Оригинальный текст (англ.)…Piketty’s analysis of the past is more impressive than his predictions for the future are convincing.

Бранко Миланович, бывший старший экономист Всемирного банка, назвал книгу «одним из водоразделов в экономической мысли».
Британский историк Эндрю Хасси называет книгу «эпической» и «новаторской» и утверждает, что она «научно» доказывает, что движение «Occupy» право в своей претензии, что «капитализм не работает».
Согласно лауреату Нобелевской премии по экономике Роберту Солоу, Пикетти сделал «новый и действенный вклад в старый вопрос: до тех пор, пока уровень доходности будет превышать уровень роста, доходы и капитал богатых будут расти быстрее, чем типичный трудовой доход».
Французский историк и политолог Эммануэль Тодд назвал «Капитал в XXI веке» «шедевром» и «книгой — источником для всемирной экономической и социальной эволюции».
Журнал The Economist писал: «Современный подъём неравенства заставляет новых экономистов, как ранее Маркса и Рикардо, размышлять над тем, какие силы препятствуют более широкому распределению плодов капитализма. „Капитал в XXI веке“ — авторитетный проводник в этом вопросе».
Клайв Крук, в целом будучи настроен весьма критично, признаёт, что «трудно вспомнить другую книгу по экономике, опубликованную в последние несколько десятилетий, которую бы столь щедро хвалили».
Райан Купер из The Week описал книгу как «блестящую, удивительно читабельную работу, которая синтезирует ошеломляющий объём тщательных исследований для подтверждения тезиса, что неравенство доходов не случайно». Он также замечает, что «если Пикетти прав, то он заложил интеллектуальный фундамент для возрождения американского социализма».
Во французской прессе книгу описывают как «политический и теоретический бульдозер».
Уилл Хаттон писал: «Подобно Фридману, Пикетти — человек в нужное время. Поскольку тревоги 1970-х об инфляции были аналогичны сегодняшней озабоченности по поводу усиления богачей-плутократов и их влияния на экономику и общество. Пикетти не сомневается … что текущий уровень растущего имущественного неравенства будет расти и дальше, и поставит под угрозу само будущее капитализма. Он доказал это».

### Критика
Одна из линий критики порицает Пикетти за то, что он поместил неравенство в центр своего анализа без всякого объяснения причины. Согласно Мартину Вулфу, Пикетти всего лишь предполагает, что неравенство имеет значение, но нигде не объясняет почему, а лишь демонстрирует, что оно существует и углубляется.
Клайв Крук говорит: «Помимо прочих недостатков, „Капитал в XXI веке“ стремится убедить читателей не только в том, что неравенство значимо, но и в том, что незначимо всё остальное. Эта книга желает, чтобы вы беспокоились из-за низкого роста в следующие десятилетия не потому, что это значило бы, что уровень жизни будет расти медленнее, а поскольку это могло бы … усугубить неравенство».
Лоуренс Саммерс критикует Пикетти за недооценку убывающей доходности на капитал, которая по мнению Саммерса уравновесит доходность капитала и тем самым создаст верхнюю планку для неравенства. Саммерс ставит под сомнение ещё одно предположение Пикетти, что доходы от богатства большей частью реинвестируются. Убывающее отношение сбережений к богатству также установит пределы неравенству в обществе.
Джеймс Гэлбрейт критикует Пикетти за использование «эмпирического измерения, которое не связано с производительным физическим капиталом и чья долларовая стоимость зависит, частично, от доходности на капитал. Откуда берётся уровень доходности? Пикетти нигде не объясняет». Гэлбрейт также говорит: «Несмотря на огромные амбиции, его книга не является завершённым произведением высокой теории, как это вытекает из её названия, длины и (пока) оказанного ей приёма».
Немецкий экономист Штефан Хомбург критикует Пикетти за отождествление «богатства» и «капитала». Хомбург приводит аргументы в пользу того, что богатство включает в себя не только капитальные блага в смысле созданных человеком средств производства, но и землю и другие природные ресурсы. Хомбург утверждает, что наблюдаемый прирост в соотношении стоимости богатства и доходов отражает растущие цены на землю, а не накопление машинного капитала.
Марксистский исследователь Дэвид Харви, похвалив книгу за разрушение «широко распространённого взгляда, что капитализм свободного рынка повсюду разносит богатство и является великим бастионом для защиты индивидуальных прав и свобод», в основном критичен к Пикетти за, среди прочего, его «ошибочное определение капитала», которое Харви описывает как «процесс, а не вещь … процесс обращения, в котором деньги делают деньги зачастую — но не исключительно — через эксплуатацию рабочей силы. Пикетти определяет капитал как запас всех тех активов, принадлежащих частным лицам, корпорациям и правительствам, которые могут торговаться на рынке, независимо от того, используются эти активы или нет». Харви утверждает, что у Пикетти «предложения по поводу лекарств от неравенства наивны, если не утопичны. И уж точно он не создал рабочую модель капитала для XXI века. Для этого нам всё ещё требуется Маркс или его сегодняшний эквивалент». Харви также призывает Пикетти к ответу за отбрасывание «Капитала» Маркса, хотя Пикетти признался, что не смог его осилить, посчитав слишком сложным и неактуальным.
Выводы Пикетти об увеличении неравенства при уменьшении темпов экономического роста были восприняты как серьёзный вызов сторонниками экологической экономики, которые призывают к прекращению роста экономики ввиду наличия биосферных ограничений. Британский экономист Тим Джексон и канадский экономист Петер Виктор разработали доступную онлайн интерактивную модель макроэкономики SIGMA, позволяющую исследовать эволюцию неравенства в контексте уменьшения темпов экономического роста. Модель демонстрирует, что при определённых условиях увеличение неравенства не является неизбежным следствием прекращения роста, возможны варианты экономической политики, приводящие к уменьшению неравенства параллельно с уменьшением темпов роста.
Экономист Эрнандо де Сото выдвигает опровержения, основанные на исследованиях неформальной экономики в странах третьего мира: «Много лет мои сотрудники проводят полевые исследования в странах, где нищета, насилие и войны свирепствуют и в наш век. Мы пришли к выводу, что большинство их жителей отнюдь не хотят, чтобы капитала стало меньше. Они желают, чтобы капитал был реальным, а не фиктивным».
Британский экономист Роджер Бутл выделяет три основных направления в критике Пиккети.
- Как отметил профессор Мартин Фелдстайн, при оценке доходов Пикетти опирается на налоговые декларации, что может служить источником существенных погрешностей[28].
- Профессор Герберт Грубель обратил внимание на то, что данные Пикетти сосредоточены на увеличении неравенства между людьми в разные периоды времени, что некорректно, поскольку один и тот же человек в течение жизни может перемещаться между группами с разным уровнем доходов[28].
- Экономический редактор Financial Times Крис Джайлз показал, что с данными Пикетти существуют серьёзные проблемы на детальном уровне, включая расхождения между данными в цитируемых им источниках и тем, как они были воспроизведены у Пикетти, а также включение в анализ «предполагаемых» данных там, где были пробелы в исходной информации. В итоге Джайлз утверждает, что: «Выводы в книге „Капитал в XXI веке“, похоже, не подкрепляются теми источниками, на которые ссылается её автор»[28].

#### Заявление об ошибках в данных
23 мая 2014 года Крис Джайлс, редактор экономических новостей Financial Times (FT), указал на, по его словам, «необъяснимые ошибки» в данных Пикетти, в частности, касательно роста имущественного неравенства начиная с 1970-х годов. В частности, Джайлс писал:

Данные, лежащие в основе 577-страничного тома профессора Пикетти, доминирующего в списках бестселлеров в последние недели, содержат серию ошибок, которые искажают его выводы. FT нашёл ошибки и необъяснимые цифры в его таблицах, аналогичные тем, которые в прошлом году подорвали результаты работы Кармен Рейнхарт и Кеннета Рогоффа по проблемам государственного долга и экономического роста.
В центре книги проф. Пикетти находится идея, что имущественное неравенство имеет тенденцию к возвращению на тот уровень, который в последний раз наблюдался накануне Первой мировой войны. Наше исследование разрушает это утверждение, показывая, что в исходных данных проф. Пикетти недостаточно доказательств для подтверждения тезиса, будто бы растущая доля совокупного богатства оказывается в руках немногих наиболее богатых.
Оригинальный текст (англ.)The data underpinning Professor Piketty’s 577-page tome, which has dominated best-seller lists in recent weeks, contain a series of errors that skew his findings. The FT found mistakes and unexplained entries in his spreadsheets, similar to those which last year undermined the work on public debt and growth of Carmen Reinhart and Kenneth Rogoff.
The central theme of Prof Piketty’s work is that wealth inequalities are heading back up to levels last seen before the first world war. The investigation undercuts this claim, indicating there is little evidence in Prof Piketty’s original sources to bear out the thesis that an increasing share of total wealth is held by the richest few.

Пикетти написал ответ, защищающий его заключения и доказывающий, что более поздние исследования (он ссылается на мартовскую 2014 года презентацию Эммануэля Саеза и Габриэля Цукмана «The Distribution of US Wealth, Capital Income and Returns since 1913») подтверждают его выводы о растущем имущественном неравенстве и даже показывают бо́льший рост неравенства в Соединённых Штатах, нежели чем в его книге. В интервью агентству «Франс-Пресс» он обвинил FT в «нечестном критицизме» и сказал, что статья Джайлса «нелепа, поскольку все остальные издания признают, что наиболее крупные состояния растут быстрее».
Обвинение получило широкое освещение в прессе. Некоторые издания посчитали, что FT преувеличило значение своих аргументов. К примеру, The Economist писал: «Анализ г-на Джайлса производит впечатление и мы всерьёз надеемся, что дальнейшие работы г-на Джайлса, г-на Пикетти и других прояснят, были ли допущены ошибки, как они были допущены и как повлияли на выводы. Основываясь на информации, предоставленной к настоящему моменту г-ном Джайлсом, можно сказать, что его анализ не подтверждает многие из утверждений, выдвинутых FT, как и тот вывод, что аргументы книги ложны».
Скотт Уиншип, социолог из Манхэттенского института политических исследований и критик Пикетти, считает, что обвинения «не имеют значения для ответа на фундаментальный вопрос, верен ли тезис Пикетти или нет … Трудно себе представить, чтобы Пикетти сделал что-либо неэтичное, когда готовил цифры для людей, подобных мне, готовых копаться в них и искать хоть что-то, выглядящее поверхностным … Пикетти не хуже и не лучше других и в обеспечении доступа к его данным, и в документировании его действий в целом».
В дополнение к Скотту Уиншипу, экономисты Джастин Вулферс, Джеймс Хамилтон и Габриэль Цукман заявляют, что претензии FT заходят слишком далеко. Пол Кругман заметил, что «любой, кто вообразил, что опровергнут тезис о растущем имущественном неравенстве, будет, скорее всего, разочарован». Эммануэль Саез, коллега Пикетти и один из экономистов, которых Джайлс цитировал, чтобы опровергнуть его, подтвердил, что «отобранные Пикетти материалы и его суждения вполне хороши» и что его собственные исследования подтверждают тезис Пикетти.
Пикетти опубликовал полное пошаговое опровержение на своём сайте.

## Издания
- (фр.) Le Capital au XXIe siècle, Éditions du Seuil, Paris, 2013, ISBN 9782021082289
- (англ.) Capital in the Twenty-First Century, Harvard University Press, 2014, ISBN 9780674430006
- (нем.) Das Kapital im 21. Jahrhundert, Verlag C. H. Beck, München, 2014, ISBN 978-3-406-67131-9 (выходит осенью 2014)
- (рус.) Капитал в XXI веке, Ad Marginem, Москва, 2015, ISBN 978-5-91103-252-4